# Prusa i3
Prusa i3（プルサ アイスリー）はチェコ共和国の会社Prusa Researchによって開発されている、オープンソースの熱溶解積層法を用いた3Dプリンターである。Original Prusa i3は同社の商標である。RepRap プロジェクトの一部であり、世界で最も使われている3Dプリンターである。 Original Prusa i3はJosef Průša（ジョセフ・プルーシャ）によって2012年に設計され、2015年にキット販売が開始された。最新モデルであるPrusa MK4（2023年5月現在）はキットと工場組み立て済みのいずれのパッケージでも購入できる。
Prusa i3は比較的低コストである上、組み立てや改造が簡単なことから、教育だけでなく、趣味、プロフェッショナル用途として、広く世界に広まった。そして2016年、Prusa i3 MK2においていくつもの賞を獲得した。
i3シリーズはオープンソースライセンスの下に公開されたことによって、有志の会社や個人によって、たくさんの亜種モデルが制作されている。i3の名前はベースとなったPrusaデザインの3番目のバージョン（i は英単語 iteration より）であることを示している。 Prusa i3 MK3とその亜種にまではi3の呼称が使用されていたが、MK4より削除されている。

## 略歴

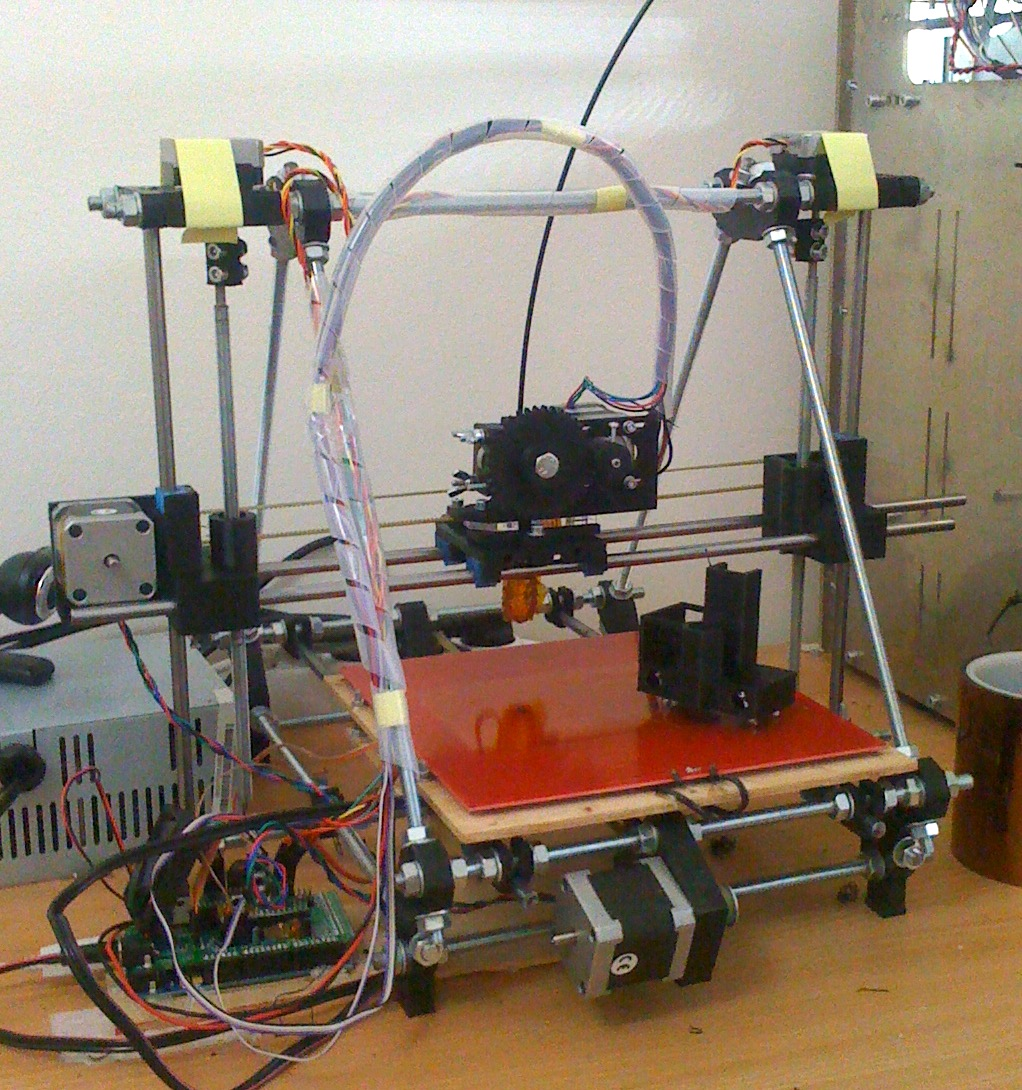
Prusa Mendel
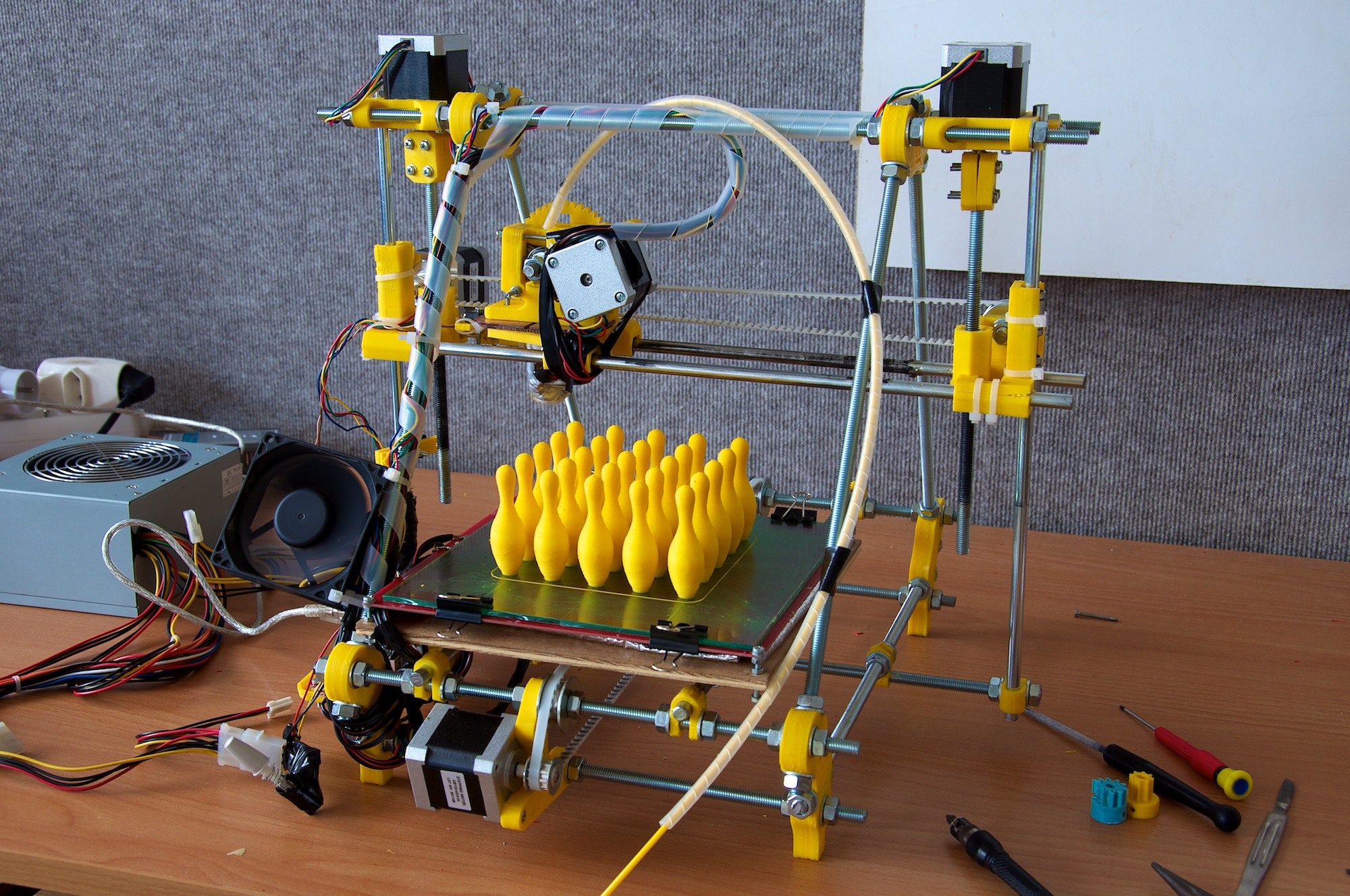
Prusa Mendel (iteration 2)
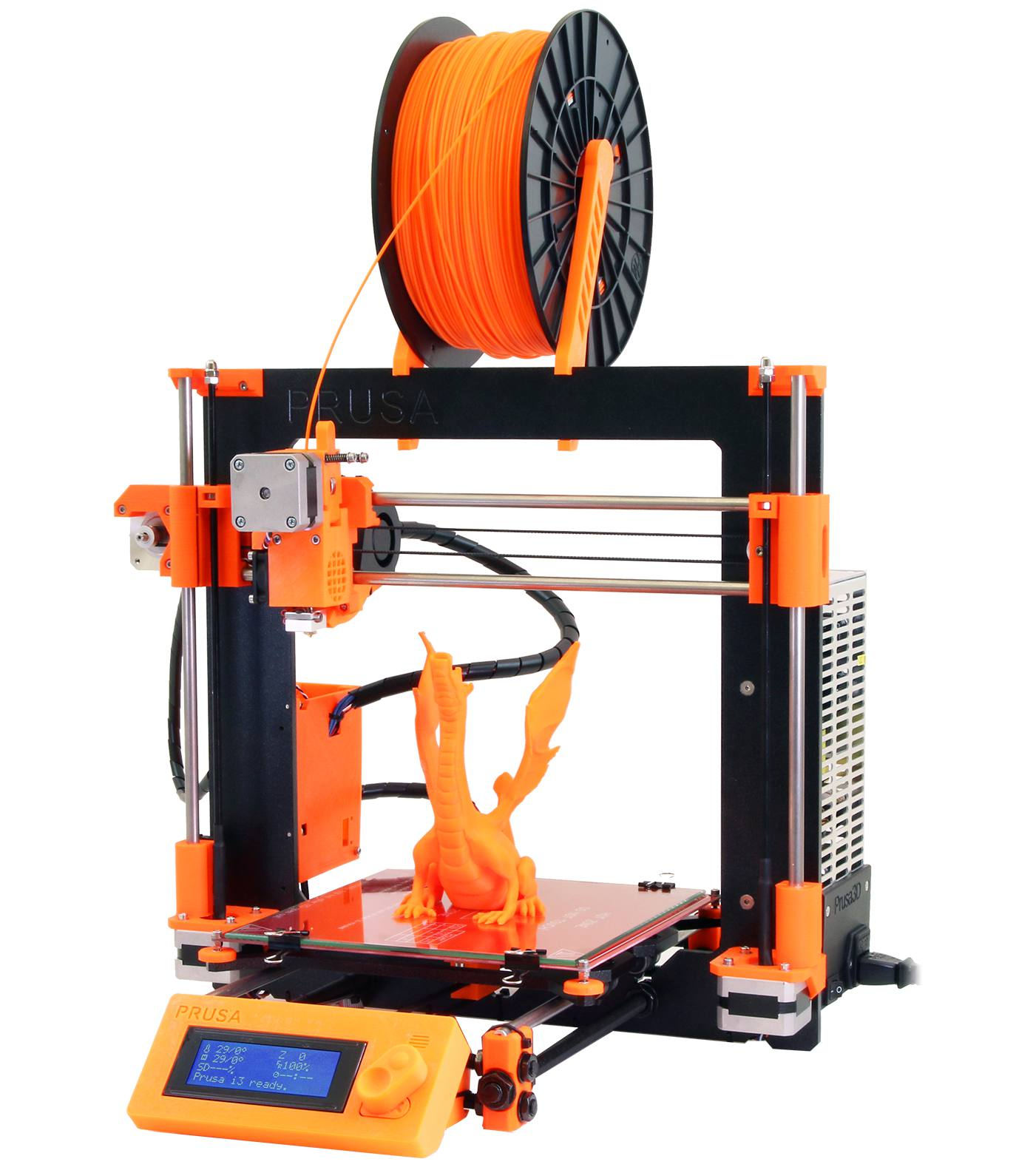
Prusa i3
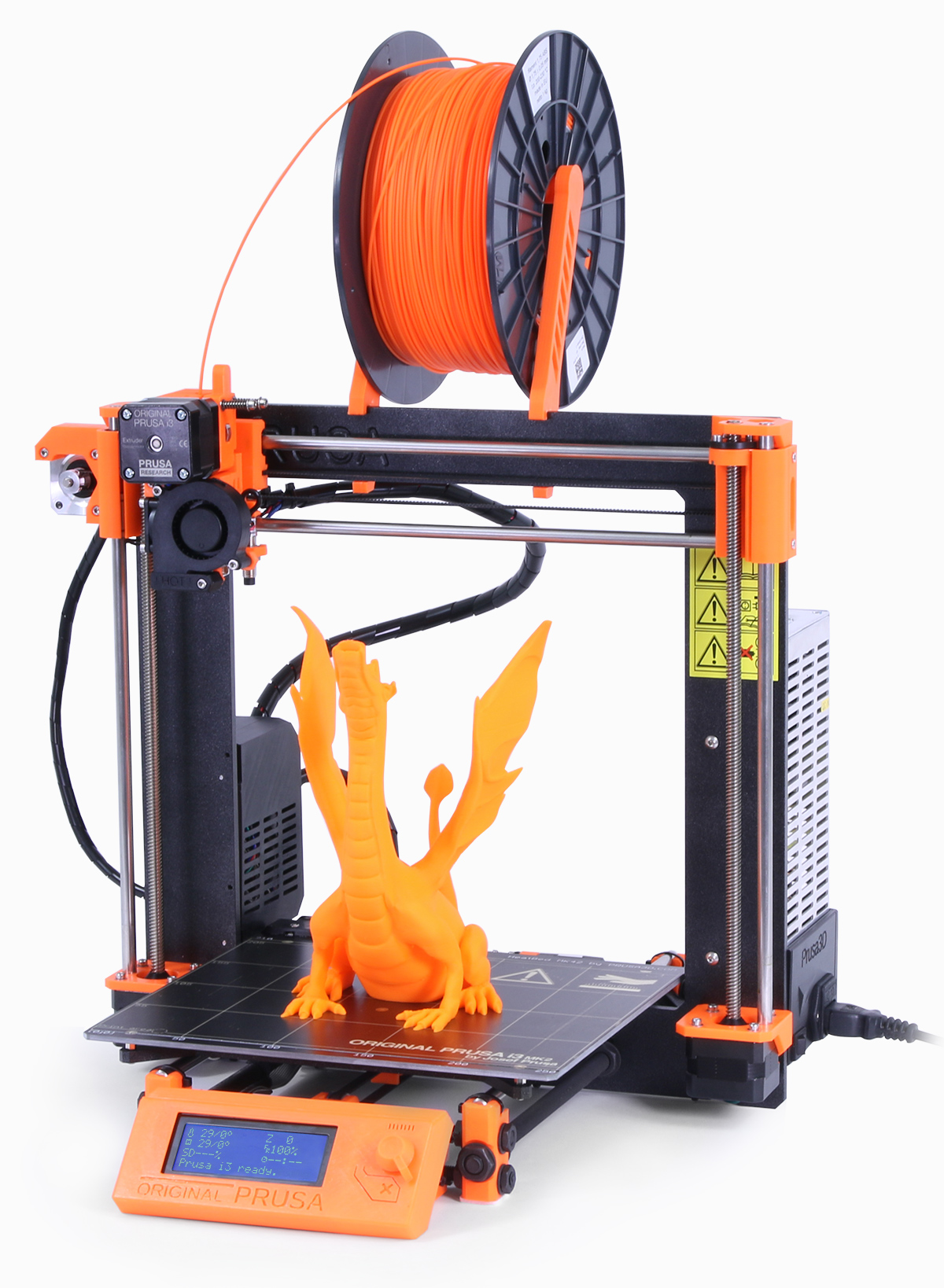
Prusa i3 MK2

### RepRap Mendel
2009年に考え出された、RepRap Mendelは、3Dプリント部品と、一般入手しやすい既製部品から組み立てられるように設計されていた。既成部品には、寸切りボルト、リードスクリュー、リニアシャフト（スムースロッド）、ベアリング、ネジ、ナット、ステッピングモーター、コントロールボード、そして熱可塑性樹脂を溶かすホットエンドなどが挙げられる。（これらはプリンター自身が創り出すことができない性質から、vitamins (ビタミン)と呼ばれていた。）直交ロボット構造を持つMendelでは、箱状の移動範囲のどこにでも材料を置くことができる。プリントベッドと呼ばれる、部品がプリントされる平らな板がY軸上を動き、残りのXZ2軸においてツール（プリントヘッド）の動きを制御する。このデザインはi3シリーズの開発において一貫している。

### Prusa Mendel
PCBによるヒートベッドを開発したJosef Průšaは、RepRapプロジェクトにおいてコアデベロッパーであった。彼はRepRap Mendelのデザインを簡略化し、以前は20時間かかっていたプリント部品の製作時間を10時間へと短縮した。2010年9月に彼がこのデザインを発表してから、このプリンターはPrusa Mendelと呼ばれるようになった。RepRap wikiによると、「Prusa Mendelは3Dプリンター界のフォードモデルTである。(Prusa Mendel is the Ford Model T of 3D printers.)」 と称されるほど、製造時間の短縮化は大きなステップであった。

### Prusa Mendel (Iteration 2)
2代目のPrusa Mendelは2011年12月にリリースされた。このバージョンでは、一部の部品がスナップフィットパーツに置き換えられたことで、製作やプリンターのメンテナンス時に必要とされる道具がより少なくなった。また、ステッピングモーターに取り付けられているベルトが改良されたり、LM8UUリニアベアリングが使われるなど、品質に関わる改善も行われた。

### Prusa i3, i3 1.75mm
2012年5月、Průšaは大きな変更を加えたプリンターをリリースした。いままでのRepRapプリンターとのように、一般的に入手可能な単純な機械部品で構成されたものと比べ、より組み立てやすい構造へと変更した。Prusa i3デザインでは、Z軸のフレームを、寸切りボルトを三角形に組み立てて作る構造から、ウォータージェット切断された強度のあるアルミ板を用いる構造へと変更された。この変更により、Mendelの上部サポート部を組み立てる際に必要とされる調整作業が減り、また上部寸切ボルトの廃止により剛性が向上し、プリントスピードや精度が飛躍的に向上した。ヒートベッドのあるY軸においてはまだM10寸切りボルトが使用されていた。また、Prusa Nozzleと呼ばれる、シングルピースのフードセーフなステンレスホットエンドが採用された。このプリンターは3mmフィラメントを用いてプリントを行っていた。Z軸のリードスクリューにはM8ではなく、M5ネジが採用されていた。
2015年、PrůšaはOriginal Prusa i3の名前でフルキットをリリースした。外径1.75mmフィラメントが3mmのものよりも多く使われていることがわかり、PrůšaはPrusaノズルを廃止し、サードパーティのE3D V6- Lite ホットエンドを採用する形でエクストルーダー周りを再設計した。プリントクオリティに影響を与えるものではなかったが、彼はこれを新たにi3 1.75mmバージョンとして2015年8月に発表した。これを受け、オリジナルのモデルはMK0またはマークゼロと呼ばれるようになり、新しいモデルは MK1として知られるようになった。

### Prusa i3 MK2, MK2S
2016年5月には、Prusa i3 MK2がリリースされた。このプリンターは、3つある方向軸全てにおいて、自動でジオメトリ修正を行うことができるようになった、ホビー用途において最初のプリンターである。新しく書き換えられたMarlinファームウェアと非接触近接インダクタンスセンサーにより、メッシュベッドレベリングが可能になっている。また、プリント容積はより大きく設定され、一体化されたオリジナルのステッピングモーターが用いられるようになった。その他の新しい特徴としては、ポリエーテルイミド（PEI）製のビルドプレート、Ramboコントロールボード、そしてE3D V6ホットエンドが挙げられる。また、Prusa MK2は、Windows 10によるプラグアンドプレイ USBID が提供された、初のRepRapプリンターである。
2017年5月、Průšaは彼のブログ上で、Prusa i3 MK2Sを発表し、既に注文を受けていたPrusa i3 MK2はPrusa i3 MK2Sとして発送することを公表した。このバージョンで強化された点は、LM8UUベアリングの固定方法がUボルトに変更されたこと、改善されたLM8UUベアリング、よりスムーズになった各ロッド、インダクタンスセンサーの固定マウントの改良、配線方法の改良、新しいコントロールボードカバーなどである。MK2がSにアップグレードされて発送されると同時に、MK2所有者に向けて、これらの改善点を利用できるようにするアップグレードキットの販売が開始された。

### Prusa i3 MK3, MK2.5
2017年9月には、Prusa i3 MK3がリリースされた。キャッチコピーは bloody smart（超賢い）。アップグレードされた機能は数多く、より強固なY軸フレーム、Bondtechドライブギアを用いた、フィラメントを両側から掴み送り込む新しいエクストルーダー、回転数モニタリング機能を持つより静かなファン、更新されたレベリングセンサー、Einsyと名付けられた新しいコントロールボード、128マイクロステップ機能を持ったより静かなステッピングモータードライバー、PEIコートが施された交換可能なスチールシートとそれを保持するマグネット付きヒートベッドなどである。また、いくつかの温度センサーが追加された上、フィラメント検知センサー、電源断検知センサーなどの新しいセンサーも追加されている。MK3から、動作電圧が12Vから24Vへと変更されている。従って、全ての電子部品は24V対応部品へと変更されている。さらに、このプリンターでは オープンソースのOctoPrintが動作しているRaspberry Pi Zero Wへ接続可能な、専用ソケットが提供されている。これを利用すること、ワイヤレスプリントやPrusa i3専用のOctoprintが提供される。
MK3アップデートの主な目的は、一般人にも3Dプリンターをより簡単にし、プリントの失敗を減らすことにある。フィラメント検知センサーによって、差し込むだけでフィラメントの充填が済むようになり、プリント中に、フィラメントが詰まったり切れたりしてしまった際には、プリントを自動的にポーズすることが可能になった。それぞれのケースにおいても、問題点が解決されるとプリントを再開することができる。また、新しいステッピングモータードライバーには、脱調によるレイヤーのずれを自動的に検知し、プリントの失敗からユーザーを保護する機能が追加されている。電源断センサーの追加されたことによって、停電からの復活が可能になった。停電時には、電源のコンデンサーにたまった電力を使用し、プリントヘッドを上昇させるよう設計されているため、プリントが余熱によって溶けてしまうことが防がれる。また、環境温度センサーが追加されたことによって、接触不良などによるメインボードのオーバーヒートが検知可能となった。
さらに、アップグレードされたフレームと電子部品により、最高200mm/sの、より速いプリントスピードが実現された。
既にMK2やMK2Sを購入済みのユーザーに向けて、MK2.5と名付けられたアップデートキットが販売されていた。一部のアップグレードに制限されているため、これらは200ドルで提供されていた。しかし、多くのネガティブフィードバックを受け、PrůšaはMK2SからMK3への完全アップグレードを可能にする、500ドルのキットの販売を開始した。

### Prusa i3 MK3S, MK3S+
2019年2月、Prusa i3 MK3Sがリリースされた。同時に、マルチマテリアルアップグレード2S（MMU2S）がリリースされた。このアップグレードキットを導入すると、5つの異なる材料を同時に自動でプリントすることが可能になる。MK3Sでの変更点は、より単純化されたオプト-メカニカルフィラメントセンサー、プリントクーリングの改良、そしてエクスルトルーダーのメンテナンスの容易化などが挙げられる。
2020年11月にはPrusa i3 MK3S+がリリースされた。このモデルでは、ベッドレベリングセンサーと小規模の部品の改良が行われている。

### Prusa MK4
2023年3月、Prusa MK4とマルチマテリアルユニット バージョン3（MMU3）がリリースされた。このモデルの機能としてPrusa XLで採用されたNextruderと呼ばれるエクストルーダーの採用、ロードセルベッドレベリング、モジュラー交換式オールメタルホットエンド、カラータッチスクリーン、そしてダイキャストのアルミ製フレーム、Yキャリッジ（ヒートベッドサポート）、エクストルーダーフレームが採用された。今回採用された32bitのメインプロセッサーボードでは、追加の安全モニタリング回路や、ネットワークコネクター、MMU3ポート、Wi-Fiモジュールが提供される。このモデルはPrusaのローカル/クラウドモニタリングサポートを受けられる初の Mendelベースのプリンターとなる。
0.9°ステッピングモーターの採用と、制御方法の改良（input shaping and pressure advance）により、リンギング（ringing artifacts）と呼ばれる模様などの発生の低減を図っている。Průšaによると、これはプリントクオリティを上げる改良であり、最大速度を追い求めるものではない。input shapingと呼ばれる制御方法には、加速度センサーが用いられることがしばしばあるが、最終的にはこの部品はMK4には採用されなかった。
発表時には、ソフトウェア部分は完成しておらず、マルチマテリアルユニットも販売準備ができていない状態だった。過去のモデルに対するアップグレードキットも、同様に準備されていない状態であった。2024年2月5日、MK3に対するハーフアップグレードキットである、MK3.5アップグレードが発送開始された。2024年4月まで、タッチスクリーンによる操作は公式には有効化されていなかった。

## Prusa Research による他のモデル
MK3Sに続き、Prusa ResearchではPrusa SL1（SLAプリンター）やPrusa Mini（カンチレバーアーム型プリンタ）、Prusa XL（Core XY 型プリンタ）など、i3以外のモデルを発表、販売している。これらのプリンターはMendelのフレームデザインから派生したものではなく、異なるものである。

## クローン
オープンソースハードウェアであり、デザインを自由に使用できるという点から、個人、法人に関わらず、世界中の多くの人々がPrusa i3 のコピー、亜種、アップグレードを、キットや完成品の形態に関わらず提供している.。これらに直接対抗するのではなく、これらのデザインの継続的な改善を追い求めることが Prusa Research の戦略である。。

## 表彰
- 2012年、Průšaは彼の技術による成功に対し、チェコのヴィソチナ州の名誉学士を受賞した[47]。

- 2014年2月、彼はチェコの『フォーブズ』のカバーとして掲載された。同誌では、チェコにおける30人の30歳未満の知っておくべき人物の一人として、彼をリストに入れている[48]。

- Make:MagazineによるBest Overall 3D Printer賞をMK2とMK2Sプリンターの両方において獲得した[49]。

- Prusa Researchは、デロイトによって、中央ヨーロッパで最も急成長している会社として2018年中央ヨーロッパデロイト テクノロジー Fast 50の1位に選定された[50][51]。

- 3D Hubsの2018年第3四半期のトレンドレポートによると、3D Hubsの有料プリントサービスでプリントされたもののうち、約35%に Prusa i3 MK2, MK2S, MK3が使用された[52]。

- 2019年、MK3は3D Printing Industry社による、FFF方式のデスクトッププリンターオブザイヤーに選ばれた[53]。

- 2019年、Průšaは十億チェコ・コルナ企業のトップとしてのリーダーシップを認められ、チェコのフォーブスのカバーに再度掲載された[54]。

- All3DPは2018年にMK3を、2020年にMK3Sを、それぞれの年のベスト3Dプリンターに選出した[55][56]。

- 2020年、ニューヨーク・タイムズ・カンパニーによるレビューサイトであるWirecutter（英語版）にて、MK3SとMK3S+がOur pick[57] およびUpgrade pick[58]として掲載された。Bambu Labs製品によって取って代わられる2023年まで掲載され続けた[59]。

## 部品と材料

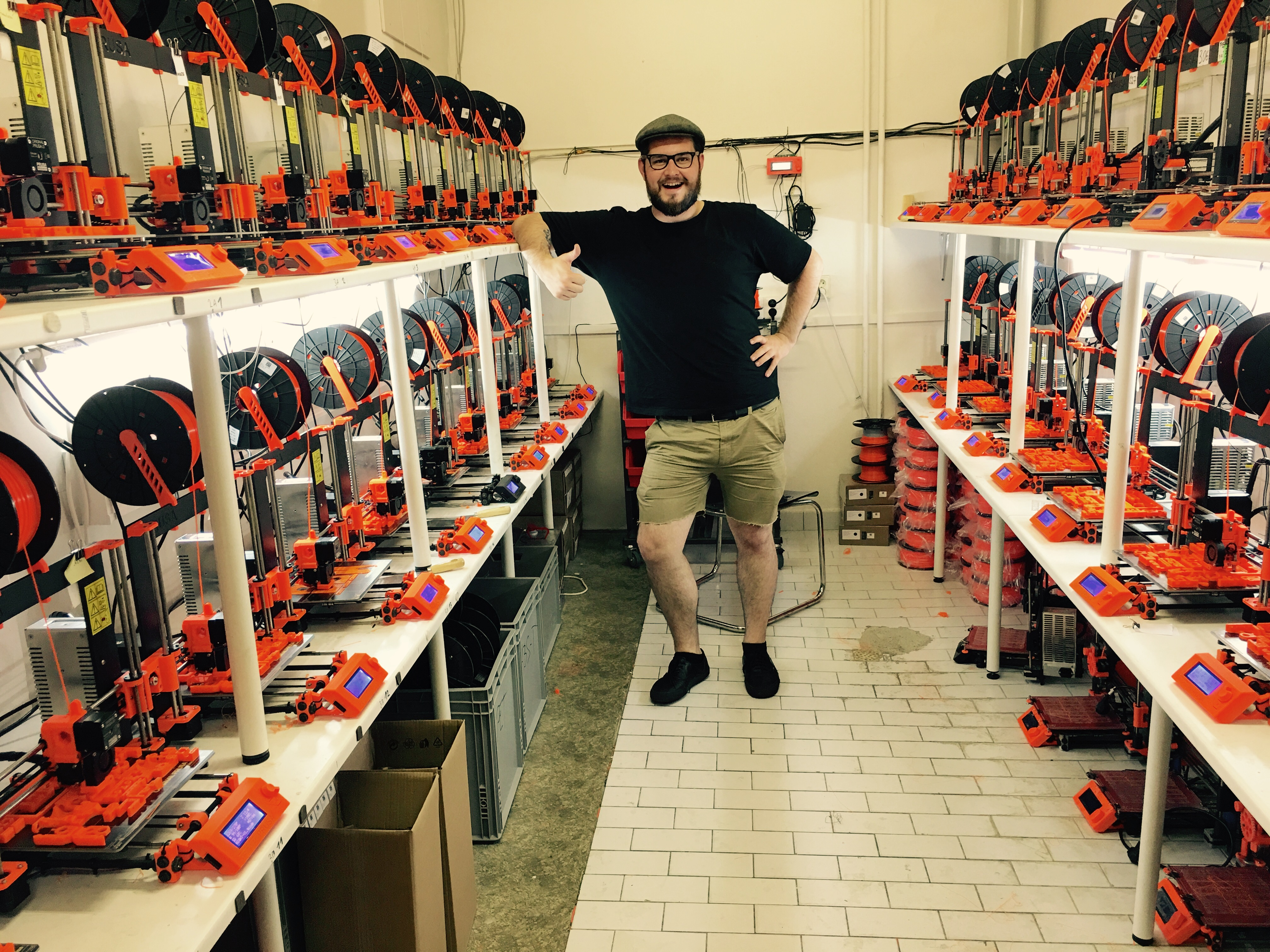
チェコ共和国プラハに所在する、3Dプリント部品を製造するPrusa ResearchのPrusa i3 MK2 プリントファームとJosef Průša

### プラスチック部品
Prusa i3では3Dプリント用フィラメントを原材料として使用してプリントが行われる。
他のRepRapプリンターと同様に、オープンソースで入手できる修理や複製用途、あるいは改良用途で設計されたデータから、自分自身の部品をプリントすることができる。これらの部品は当初ABSプラスチックでプリントされていたが、Prusa Researchでは現在ほとんどの部品にPETGを使用するようになった。Prusa Researchではプリントファームと呼ばれる600台（2021年10月時点）のプリンターを用いた工場で、Original Prusaブランドのプリント部品を製造している。

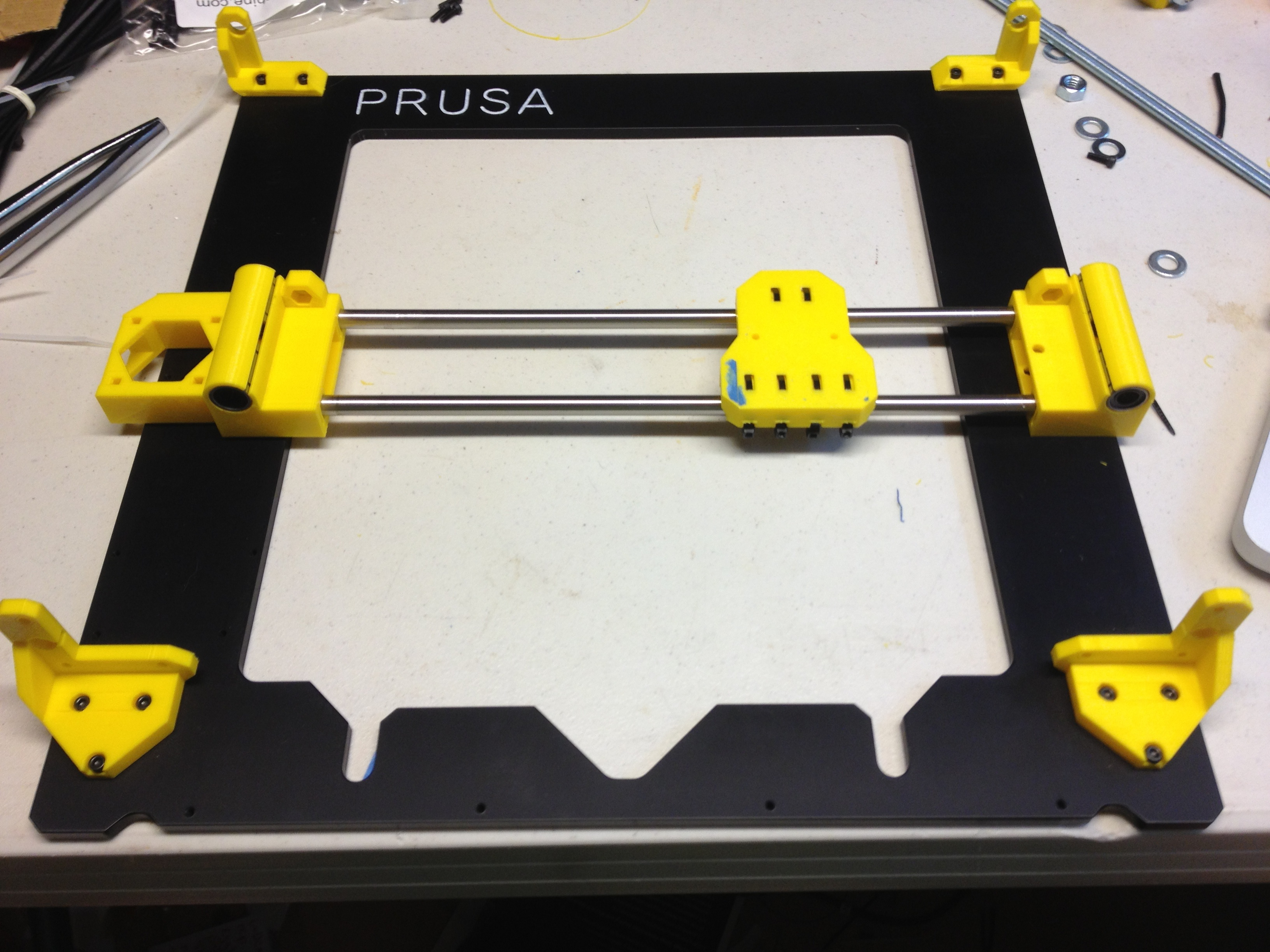
金属フレームと組み立てられたX軸 黄色いパーツがプリント部品である
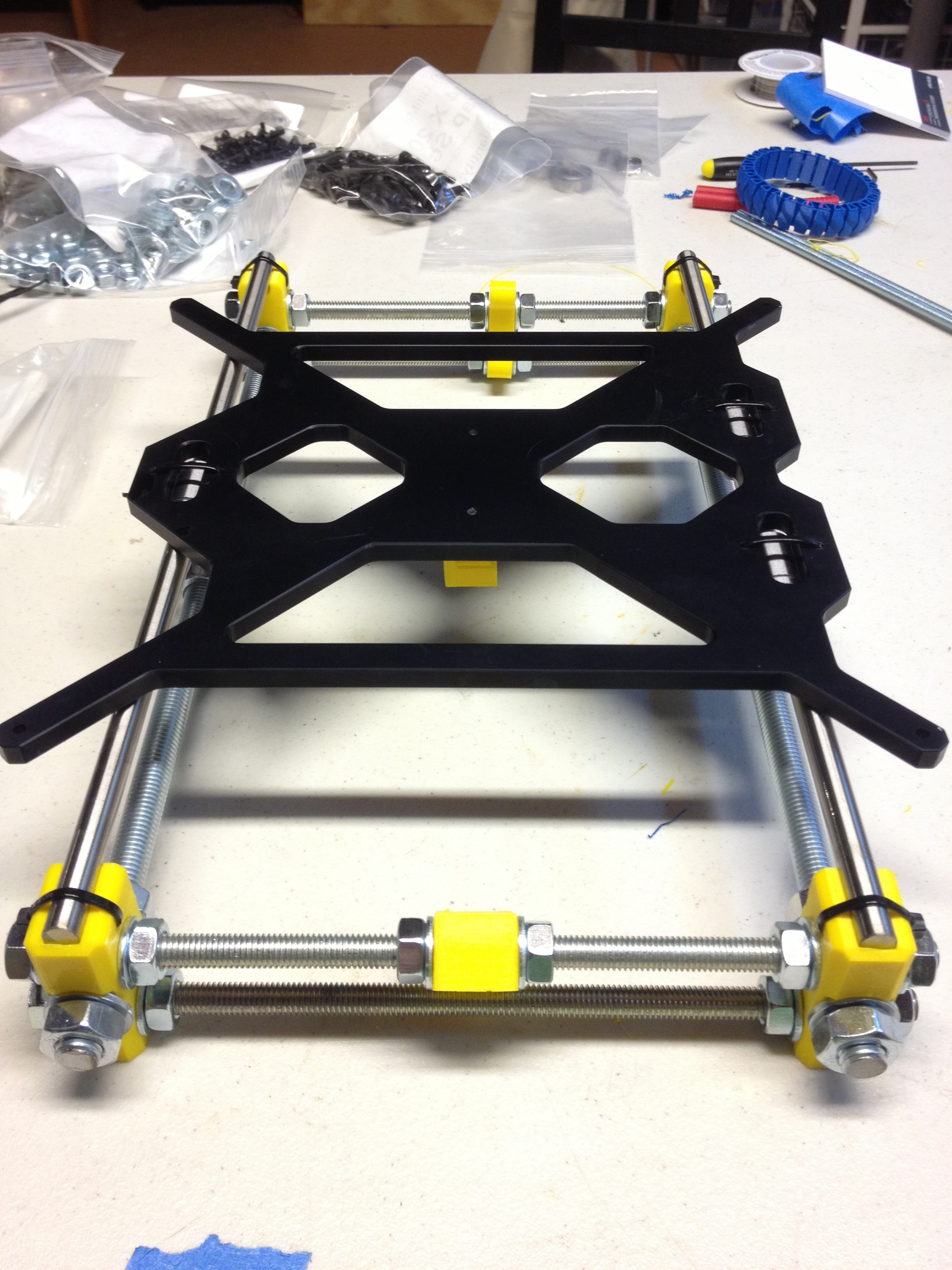
組み立てられたY軸フレーム
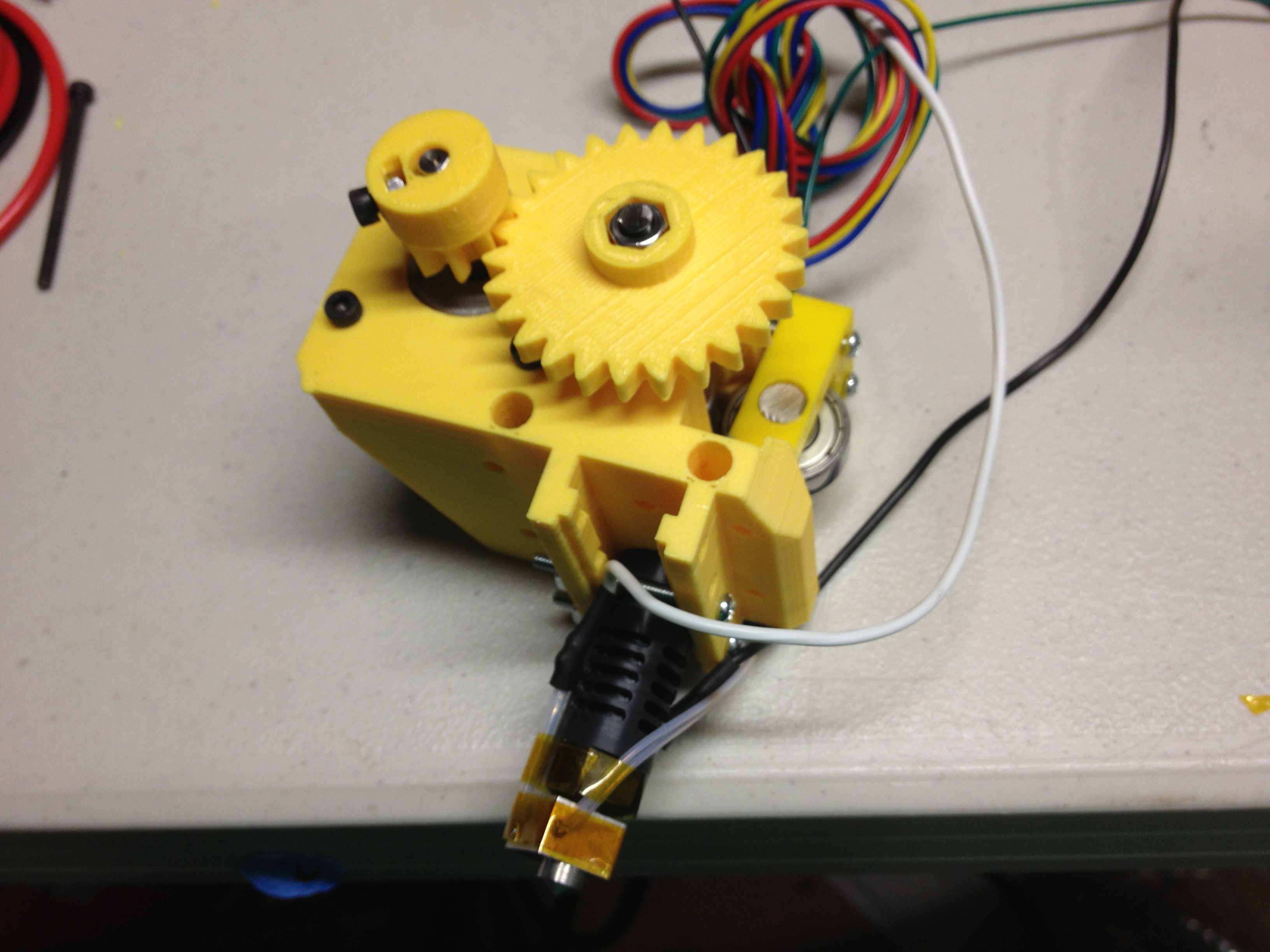
Prusa i3 エクストルーダーとホットエンド
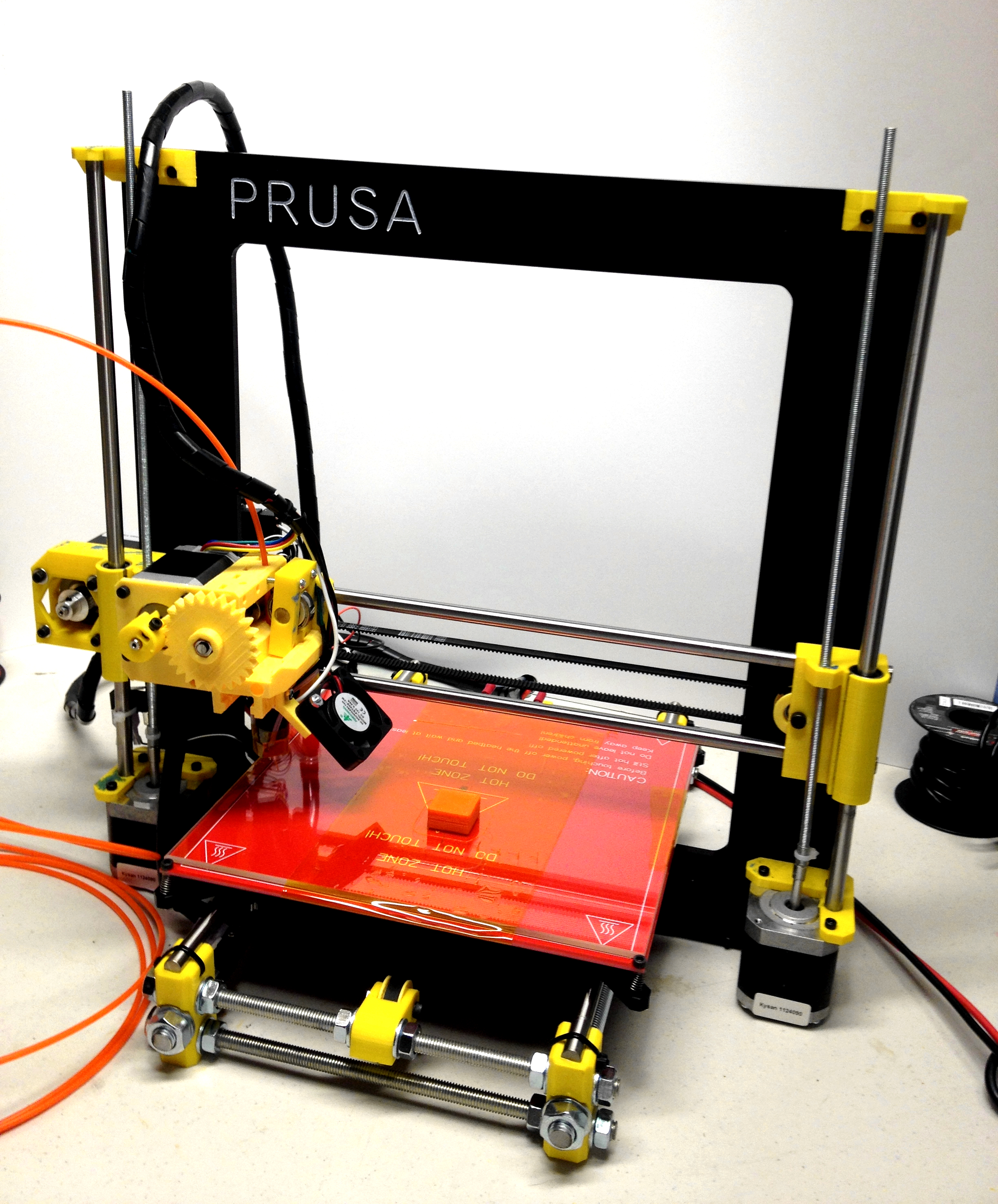
組み上げられた Prusa i3

### コントロールシステム
Prusa i3のデザインが初めて発表された2012年時点では、RepRapのプリンターはArduino Megaなどのコントローラーと、RAMPSボードを代表とする、アンプ機能などを搭載したArduinoシールドを組み合わせてつくるコントローラーがよく使用されていた。RAMBoボードといったオールインワンタイプのボードは出始めたばかりの頃であった。製品版Original Prusa i3では、MK2まではMini-Ramboボードが使用されていた。MK3からはEinsy Ramboボードに変更され、静音動作等の機能が使用できるようになった。MK4ではi3シリーズ初となる32bitボードであるxBuddyボードが採用された。
i3系列のすべてのOriginal Prusa製品では、Marlin 3Dプリンティングファームウェアが採用されている。

### ファーストレイヤーコントロールとベッドレベリング
最初のレイヤーをプリントする際、ベッドへの定着を確実なものとするため、プリントヘッドとプリントベッドは精確に適度な距離を保つ必要がある。多くの3Dプリンターでは、ベッドのいくつかの点において高さの調整（ベッドレベリング bed leveling）をユーザー自身でする必要がある。このプロセスを自動化するべく、2016年のPrusa i3 MK2からセンサーが搭載されるようになり、プリントベッドの異なる地点で高さを検出し、プリント時に調整が行われる、オートレベリング（auto-leveling）という機能が追加されるようになった。
- PINDA V1 - MK2/SとMINIに採用される非接触誘導センサー
- PINDA V2 - MK2.5, MK2.5S, MK3, MK3Sに用いられている、熱膨張補正機能をもった誘導センサー
- SuperPINDA - MK2.5S, MK3/S/+に用いられている、熱に対してより影響の少ないセンサー[71]
- ロードセルセンサー - MK4に採用された接触センサー

ヒートベッドの厚みやノズルの大きさにより高さが異なることがあったため、PINDA シリーズでは、Z軸のオフセット調整が必要であった。ロードセルセンサーを用いたMK4では、これらの厚みや大きさ、ヒートベッドの熱膨張を検知し、自動的に調整がなされるように改良されている。

### フレーム
Prusa i3で最も特徴的であるのは、垂直なフレームである。レーザーカッターやCNCマシンなどを用いて切り出された、鉄やアクリルによる単板型フレームや、合板やMDFボードを用いてつくられたボックス型フレーム、中にはレゴブロックを用いて作られたフレームまである。クローンと呼ばれるi3プリンターでは、安価なアルミ押出材が用いられることが多い。中国Creality社等に代表されるi3の亜種製品においては、ロッド&ベアリングの代わりに、アルミ押出材の上をローラーで転がす方式を用いることでコストと構造の簡略化を図られている場合がある。

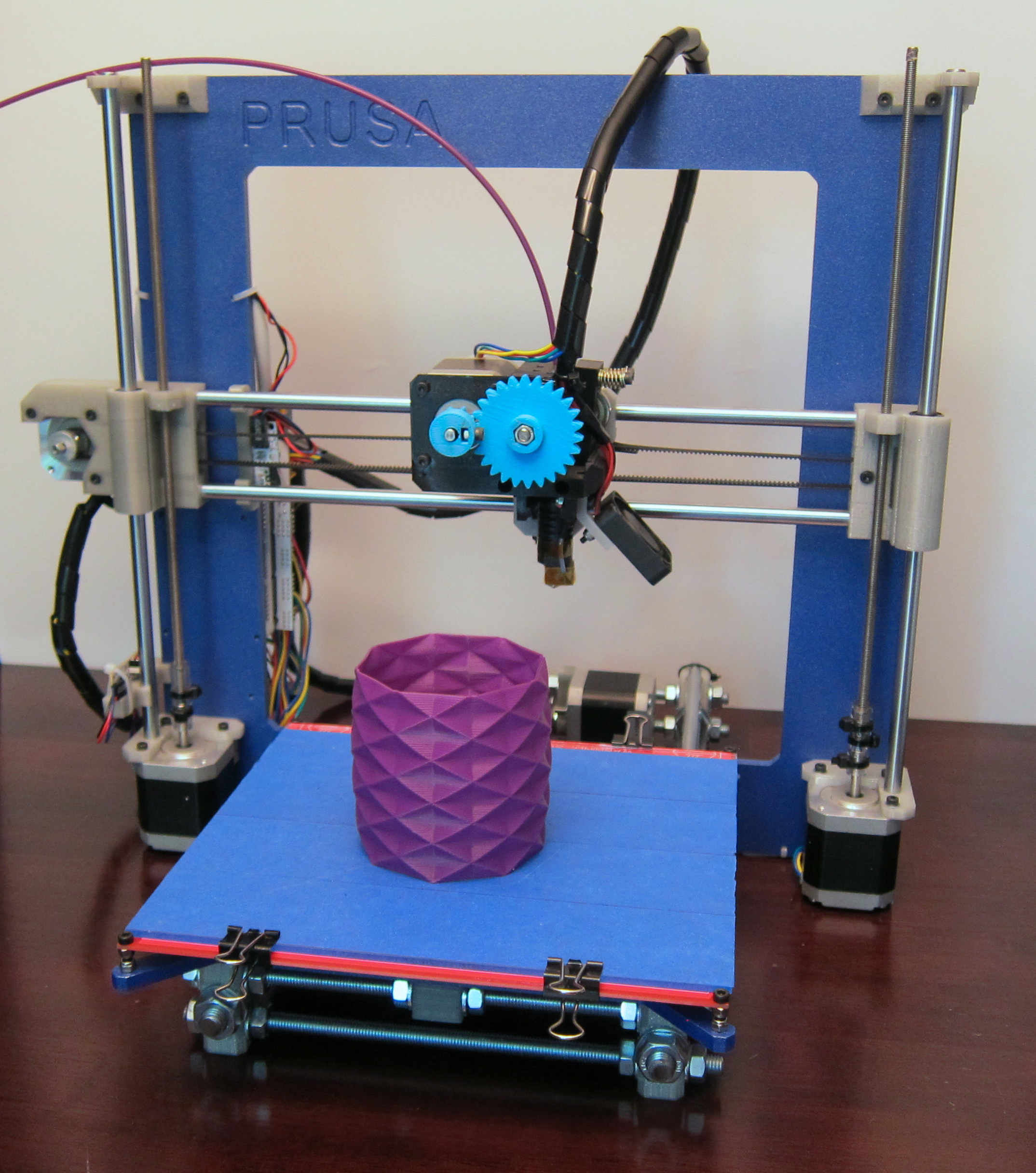
通常の金属フレームのPrusa i3
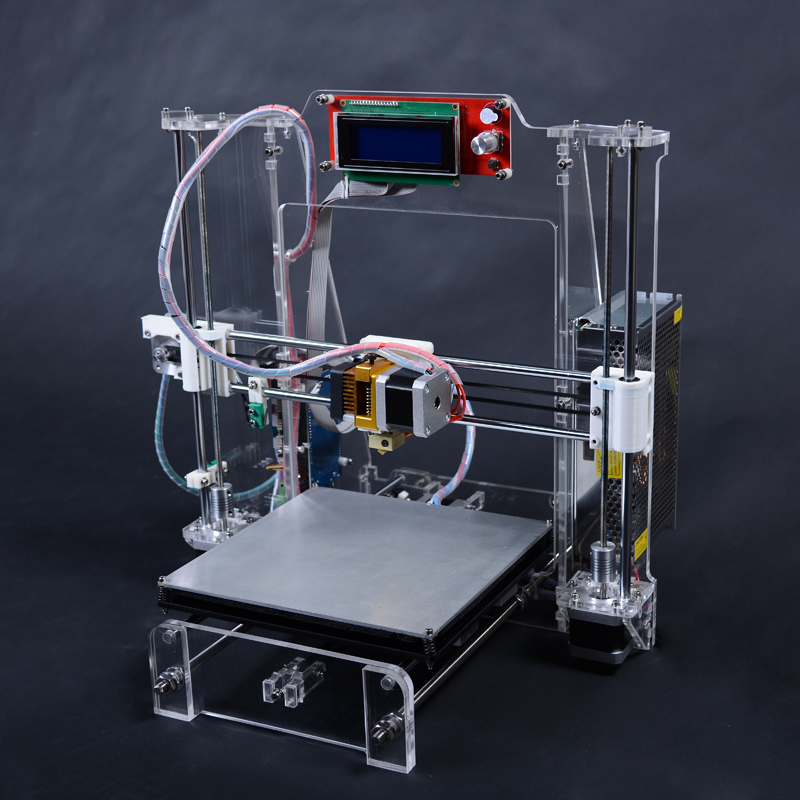
アクリルフレームのPrusa Xi3
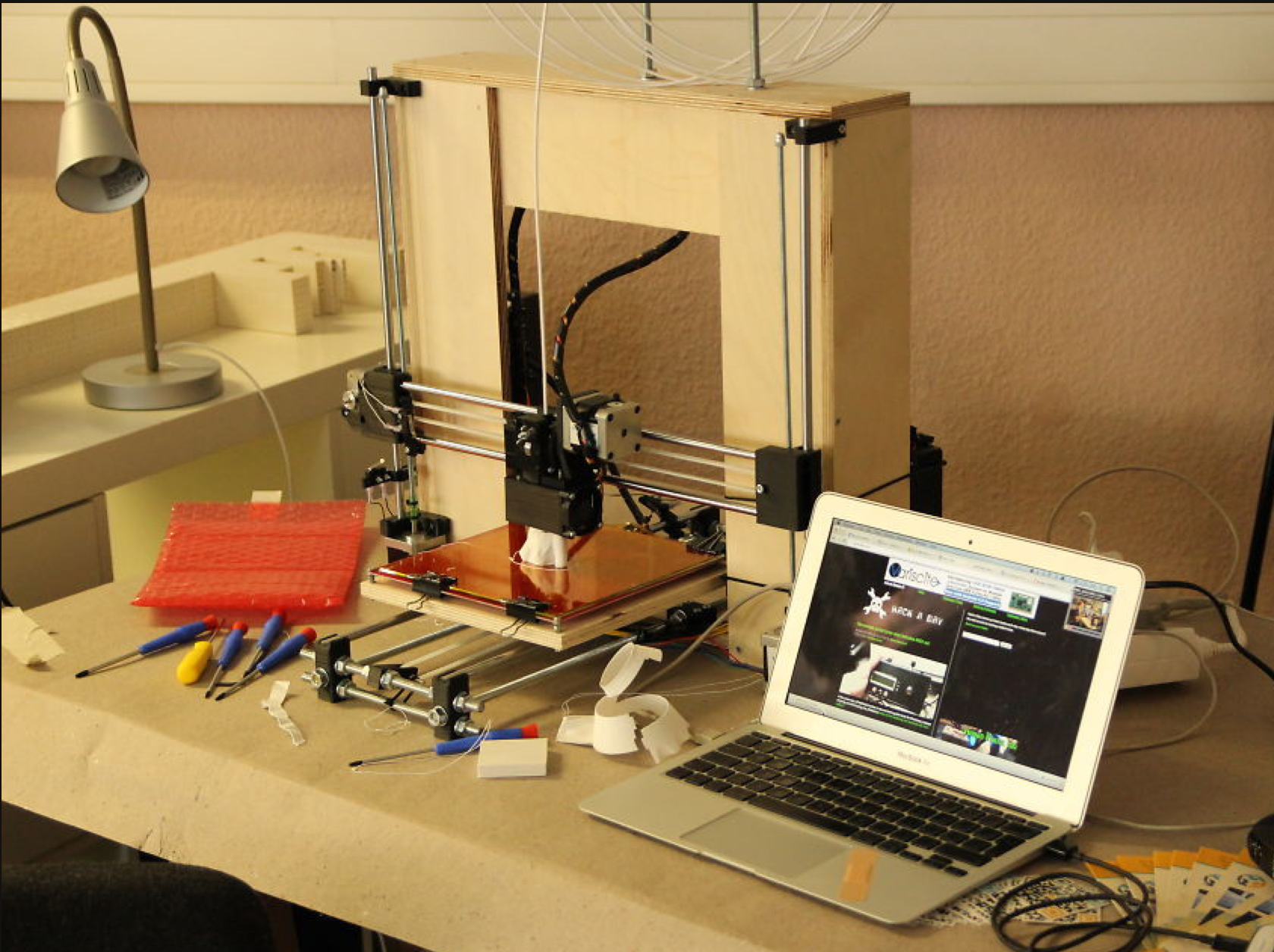
合板を用いて作られたボックスフレームのPrusa i3
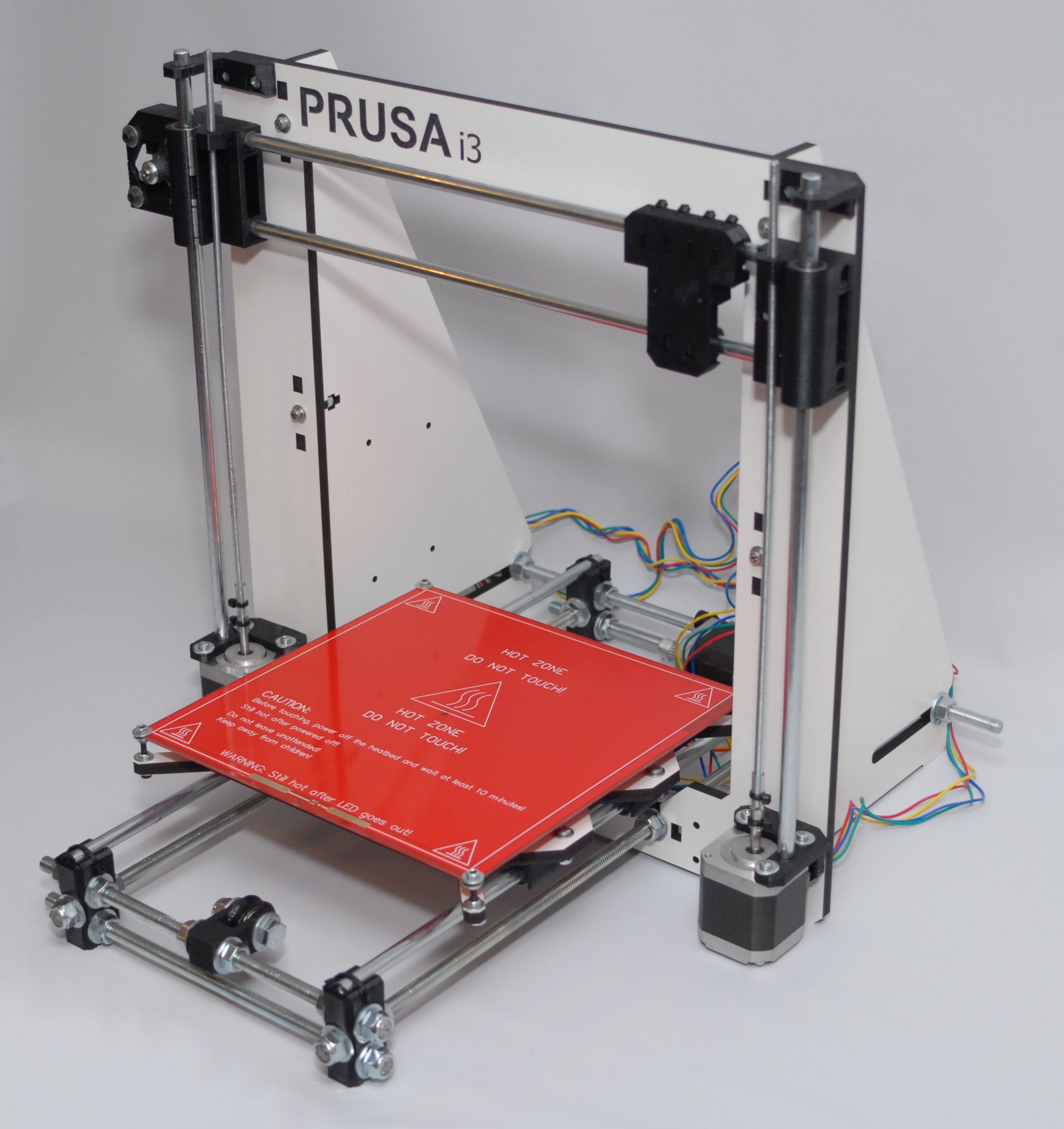
メラミン樹脂ボードによりつくられたフレームをもつPrusa i3

### エクストルーダー
Prusa i3の標準のフィラメントエクストルーダーだけでなく、材料に合わせて改良されたアフターマーケットのエクストルーダーや、マルチカラー対応のものなど、さまざまなエクストルーダーが用いられている。エクストルーダーだけではなく、MIG溶接機やレーザーカッターなどのヘッドが取り付けられることもある。Průša自身、MK3 Master Chef Upgradeと呼ばれる、料理ツールとして実際に動作するいくつかのアップグレードをエイプリルフールネタとして2018年に提供している。

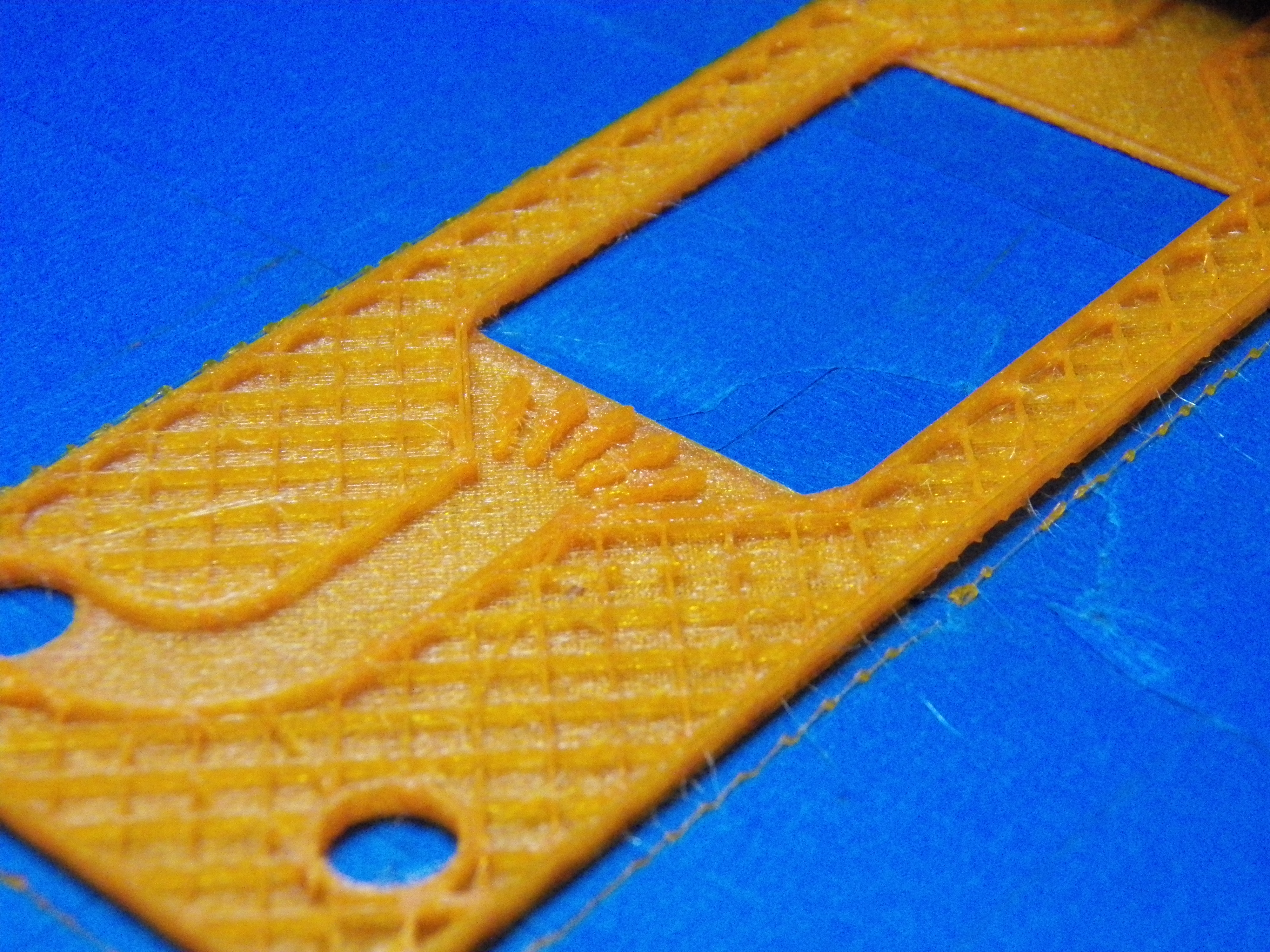
途中まで印刷された単色の部品。infillと呼ばれる内部の特殊な形状をもつことで、使われるプラスチックの量を削減できる。
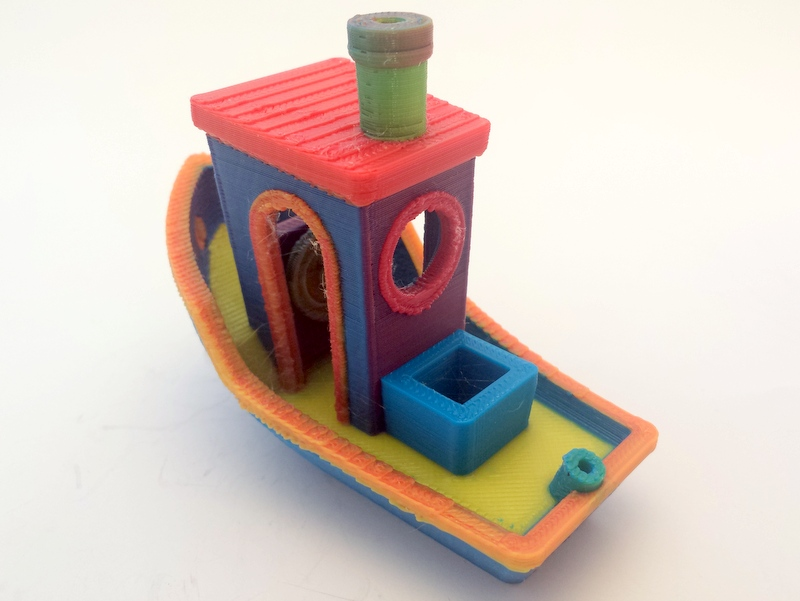
ミックスカラーホットエンドを搭載した Prusa i3で印刷された3DBenchy。